# Hőke Lajos
Hőke Lajos (Endréd (Somogy vármegye), 1813. december 15. – Csurgó (Somogy vármegye), 1891. november 20.) ügyvéd és megyei aljegyző.

## Élete
Hőke József református lelkész és udvardi Cserna Zsófia (meghalt 1885-ben 91 éves korában) fia. Tanult Gyönkön és 1828-tól Debrecenben, ahol teológiát is végzett. 1835-37-ben Hódmezővásárhelyen mint második professzort alkalmazták. 1837-ben a jogi pályára lépett; 1838-ban Pestre a királyi táblához került mint jurátus. 1839-ben Pozsonyba ment, ahol Kossuth Lajos Országgyűlési Tudósításait is másolgatta. 1840-ben ügyvédi vizsgát tett. 1841-től 1849-ig báró Majthényi László barsi főispán házánál nevelő volt. 1848-ban mint nemzetőr vett részt a szabadságharcban. 1850-ben Pest vármegye császári és királyi főnökségéhez irodai kiadónak nevezték ki, ahonnét 1851-ben a fogalmazási szakosztályhoz tették át. 1854-ben megyei titkárnak ment Szolnokra. Hivatalos teendői mellett figyelemmel kísérte a tanügyet is. 1861-ben Hont vármegyében első aljegyzői hivatalt vállalt, 1865 őszétől, mint megyei levéltárnok, Hont vármegye monográfiájával foglalkozott. Az 1869. május 9-ei tisztújításon hivatalából kimaradt és 236 forint 25 korona nyugdíjjal fivéréhez, Hőke Dániel mérnökhöz költözött Dunaföldvárra (ez 1886 márciusában meghalt.) Ezután ennek fiához, Hőke Kálmánhoz (vasúti osztálymérnök) Dombóvárra, majd vele együtt Kaposvárra, utóbb Csurgóra (Somogy megye) ment, ahol meghalt.

## Újságcikkei
Politikai, kritikai, szépirodalmi s egyéb cikkeket írt 1839-től a Jelenkorba s Társalkodóba. Czikkei a Pesti Naplóban (1857. 27., 182., 183. sz. Hajdani árok-táborsánczok, földvárak, kunhalmok a két magyar alföldön, 1868. 158. sz. könyvism., 1867. 176-227. sz. Ősembernyomok és egyéb régiségek Hontm., 1883. 273. sz. Gróf Széchenyi Istvánról); a Sürgönyben (1861. 151., 152. sz. A magyar korona nem magyar ajku népei s ezeknek a magyar irányábani igényei, 296. sz. könyvism., 241., 244-47., 252., 263., 265-69., 279-80. sz. Kisérletek a magyar helynév nyomozás mezején, 1865. 86., 87. sz. Római hídfő-romok); az Emich G. nagy Naptárában (1864. Szolnok vára története); a M. Sionban (1865. Sághi prépostság emlékezete, 1866. Adatok Hontmegye egyházi archaeologiájához, 1869. Báta, Cicador, Földvár, Madocsa és Szegszárd monasterologiájához); a Fővárosi Lapokban (1866. Hontvármegyei királykutak, csodakutak, 1867. Kemencze Hontm., Ozora Ürög, Hontmegye mythologiájából, Régi magyar nőnevek és női végrendeletek, 1868. A márcziusi nagy napok és egy kis epizód, Előszállás Fehérm., Földvári tárcza, Hontmegye történetéből. A történelem széleskörűsége, Madocsa Tolnam., 1869. II. Endre Király három neje és három leánya, Emlékezés Hontmegyére. Szikincze völgye, Szántó, Szalatnya, Magyarád Hontm., Szob és Mária Nostra, 1870. 1848. ápr. 11., Tatai Mihály a delejes alvó, Buda multja és jövője, könyvism., Falusi levelek Pestről, Kegyes ohajtás és indítvány Magyarország XVI. századi helyirata szerkesztése s kiadása iránt, Történelmi jog és a nemzetiség, Királylátogató magyar pórok, Visszatekintés az élet bőjtjéből annak farsangjára Szent István király ünnepén, A közel és régmult társaséletből, Az elveszett régi magyar költészet, Szeremi és bosnyai régi püspökök, 1871. Huszonnégy éve, A szolnoki csata 1849. márcz. 5., A cseh kérdés, A magyarok franczia rokonszenve, Háboru után, Benedek Mihály debreczeni szuperintendens, Budai Ézsaiás, Könyves Tóth Mihály, Sinai Miklós, Kis-Hont egykori válópöre Hontvármegyétől, Műemlékek az Árpád királyok idejéből, a XVI. századbeli hitviták, Római egyház befolyása hazánk művelődésére, A debreczeni superintendens, 1872. Az 1831. kolera lázadás, Régi és új surlódások, Szerbia, Rövid visszaemlékezés 1872-re, Birói párbaj 1335-ben, Kolera tárcza, Választásokról, Várkunok sirjai s győrei, A reformált magyar egyház valláserkölcsi és lakodalmi rendszabályai a XVI. és XVII. században, Pápa és a jezsuiták, 1873. Királyi vadászatok hajdan és most, Betyár, A régi alsó- és felsőház szerkezete, Hajdani tűzpróbák, a váradi lajstrom 1201-1235., Ember mint árú, Egri érsekség. 1874. Az 1811. krach, Vay József septemvir, Majláth personalis, A szász kérdés, A régi Horvátország és új egyeteme, Magyar-orosz viszonyok, Nagy Pálról, Béri Balogh Ádám, Hajdan és most, régi biráskodásról, A vármegyék történetéhez, A magyar bor- és muszka ló, 1875. 1848. emlékek, aug. 13., Egy hivatalnok emlékeiből, Dalmacia, Halottak elégetése, Harmincz és ötven év előtt egy megyei élet, Papirvilág, Szent István király napján, A. káptalanok és Visegrád eredetéről, Garan-szent-Benedeki apátság nyolcszázéves jubileumához, 1876. Egy magyar királyi kincstartó 1495-ben, Megyék czímerei és könyvism., Nagyjainkról, Amerika mai ünnepe 1776. júl. 4., Budapesti árvizek, Báli tárczák, 1877. Falusi vásárok, A mult századi czéhéletből és könyvism., A népdalköltészetről, 1878. 1848. emlékek, Románia és az oláhok, Bulgária, Budapest 1838. márcz. 13-15., Selmecz, a József-tárna megnyitása alkalmából, Tolnamegye jelenéből és multjából, Valami a nőképzésről, 1879. Budavár bevétele napján 1849. máj. 21., Andrássy Gyula gróf, Az örömünnep 1854-1879. ápr. 24., A szerbek Magyarországon, A Tisza, Zircz-Pilis-Pásztó és szent Gothard egyesített cziszterczi apátság, 1880. Magyar zsidók történetéhez, Decsányi patriarkaság, A baranyai Ormánság, 1882. Epikai tárgyak, 1884. Százéves német telepítvények, A balázsfalvi román népgyűlés, 1885. A dohányról, Ferencz császár király, Az egykori főrendek, A régi főrendekről, 1849-ki emlékeimből, A hir palotája. Dombóvár, A kiállítás megnézése után, A népek csatája 77 évvel ezelőtt, A Tisza-család örömnapja, Tisza Kálmán jubilaeuma, 1886. Egy csomó adat Haynauról, A keresztyénség és izlám, Vándorló tótok, 1888. szeptemberi napok 1848., A 48-ki deczember, 1885. Két találkozás Rómer Flórissal, Pásztoremberekről: kanász, juhász, csikós, gulyás, A régi megyéről); a Budapesti Közlönyben (1867 53. sz., Tisztújítások Hontmegyében a XVII. század l. negyedében); a Vasárnapi Ujságban (1868. Drégely-Palánk, Palást, 1877. A majthényi fegyverletétel történetéhez, 1878. Rablóvilág, 1881. Veresmarti Illés és a XVI. századbeli hitviták, Visszaemlékezés az ötven év előtti kolera évre, Fejedelmi utazás Rómából Bécsbe száz év előtt és most. 1882. A magyar államiság ezeréves évfordulója, Az avar győrők, Magyarország néprajza a X-XV századokban, 1883. Emlékezés Majláth Györgyre, Emlékezés id. sárvári Eötvös Józsefre, 1888. Királylátogató magyar parasztok); a Századokban (1868. Hontmegyei quád és szarmata emlékek, Régi magyar községi pecsétek: Gerjen, Ipoly-Pásztó, Kolpach, Modocsa p., 1871-72. Csanádfalu pecsétje, Decsi, Földvár, Kajdocs, Öcsény, Szeremle p., 1874. Fő- és alispánok a váradi regestrumból); a Hazánk és a Külföldben (1868. Szebeléb Hontm., 1871. A török sarczolás és vallásüldözés 1671-81., Thökölyi, Megyei mozgalmak a XVII. században, 1872. Széchenyi kora s műveinek hatása, Balogh János 1796-1872., A baranyai Ormánság, Egy földalatti labyrinth az alsó-szent-iváni pusztán Fehérem., A magyar török párbajok a XVI. században, Magyarország államgazdászata az Árpád királyok alatt, Magyar egyházi viszonyok a mult században); a Honban (1869. 194. sz. 1240. aug. 9. és okt. 15. IX. Gergely bullája, 198., 200., 202. sz. Ipolyságh, 218., 219. sz. Paksi nemzetség, 222. sz. Szemerei és petrinyai Horvát nemzetség, 222. sz. Solt, 1871. 150. sz. Dunaföldvári casino könyvtára, 1872. 184. sz. Egy római quadriburgum Baracson, 1873. 285, sz. Bosznia, 1874. 38. sz. Római castellum alapjai Tolna-Kömlődön és a Peutinger-táblák, 1876. 257., 258., 270. sz. Az aldunai szlávok: bolgárok, horvátok, bosnyákok és szerbek, 1877. 175. sz. A magyarok megtelepedéséről, 1879. 159., 164., 197., 198., 212. sz. A «Csöndes évek» történetéhez, 1880. 153. sz. Néhány szó a szent koronáról); az Archaeol. Értesítőben(1870-72. Római sánczok és Archaeologiai levelek); a Reformban (1870. Szőlő bor és sör a régieknél); a Figyelőben (1871. A magyar regény történetéből, 1872. Szellemi mozgalmak az Árpádok alatt, I. 1876. Biharmegye végzése a magyar nyelv ügyében 1806., II. 1877. Latin iróinkról, a két Kovács József); a Magyarország és a Nagyvilágban (1871. Bozóki prépostság története); az Athenaeumban (1873. Az 1879 év hazánk évkönyveiből, Hell, Sajnovics és a magyar jezsuiták); az Életképekben (1876. Gall földvárak és temetők Magyarországon); a Prot. Egyh. és Iskolai Lapban (1883. Hont-megye vallásügyi története a XVI., XVII. és XVIII. században); az Egyetértésben (1884. 282. sz. Tarnóczy Kázmér); a Hazánkban (1886. Magyarország helyzete 1820-25 ben, Az országgyűlések: 1825-27., 1830., 1832-36., 1839-40., 1843-44-ben és a pozsonyi országgyűlés, Az 1848. máj. és jún. hónapok, A pesti országgyűlés, 1887. A függetlenségi harcz 1848-49-ben, A szabadságharcz végnapjai, Magyarország helyzete 1850-60-ban, Az 1861. és 1865-67. országgyűlés, Egy híres beszéd, 1888. Napjaink története, A protestáns pátens és egy történetíró); a Jász-Nagy-Kun-Szolnokban (1890. Szolnoki emlékeim 1854-60.)

## Munkái
- Elemi oktatástan, melylyel a két hazabeli magyar elemi oktatóknak kedveskedik egy növelés barát. Buda, 1847. (Névtelenül. Ebben ő tanítá elsőben a gyermekeket a hangzók ismerete után az egyes társhangzókkal egymásután egyszerre, értelmes szók olvasása s írására, s e könyvecskét 3500 példányban ingyen az iskoláknak kiosztatta.)
- Kis tükör, az ausztriai birodalmat, különösen Magyarországot mutató. Buda, 1857. (Ism. Pesti Napló 250., 273. sz.)
- Magyarország ujabbkori történelme 1815-től 1892-ig. Átdolgozva és a provisorium és Erdély történetével bővítve kiadta Szabó Ferencz. Nagy-Becskerek, 1893. Két kötet. (Ism. Ellenzék 1894. 270. sz.)

### Kézirati munkái
A magyar birodalom természeti és politikai leírása; A magyar nyelv rendszere; Magyarország története a legrégibb időktől kezdve, hat kötet; Dunaföldvár és vidékének története; Adatok a pécsi püspökség történetéhez; A tolnai és külső-somogyi ref. egyházmegyék története; Dombóvár, Kaposvár, Csurgó története; Hontmegye története (1869-ben a megye levéltárába tette le) és önéletrajza.